# Ретинопатия
Ретинопа́тия — поражение сетчатой оболочки глазного яблока любого происхождения. Основной причиной являются сосудистые нарушения, которые приводят к расстройству кровоснабжения сетчатки. Ретинопатия часто проявляется как осложнение гипертонической болезни, сахарного диабета и других системных заболеваний. Не совсем корректно говорить о невоспалительном происхождении, поскольку как минимум диабетической ретинопатии сопутствует воспалительный ответ на конечные продукты глубокого гликирования. 
Прогрессирование ретинопатии приводит к ухудшению или потере зрения.

## Лечение
Лечение ретинопатии зависит от стадии процесса. Выделяют 2 основных направления:
1. Консервативное — закапывание капель, назначаемых врачом-офтальмологом. Чаще всего это витаминные и гормональные препараты.
2. Хирургическое.

Выбор метода хирургического вмешательства зависит от стадии процесса. Как правило, проводят лазерную или криохирургическую (жидким азотом) коагуляцию сетчатки или витрэктомию (удаление стекловидного тела) опытными хирургами-офтальмологами в специализированных лечебных учреждениях.
У половины больных имеется трагическое несоответствие между удачным хирургическим решением проблемы (то есть технически успешно проведённой операцией) и отсутствием зрения прооперированного пациента.
Множество причин и факторов ведёт к таким неудовлетворительным результатам. К ним относятся недоразвитие фоторецепторов сетчатки и их повреждение как в процессе самой ретинопатии, так и при проведении хирургического лечения, наличие тяжёлой сопутствующей патологии ЦНС, врождённое повреждение проводящих зрительных путей и подкорковых центров.

## В детском возрасте

### Этиология
Ретинопатия недоношенных — тяжёлое заболевание глаз, развивающееся преимущественно у глубоконедоношенных детей, сопровождающееся изменениями в сетчатке и стекловидном теле.
Основными факторами риска развития ретинопатии недоношенных являются следующие:
- малый срок гестации (то есть степень зрелости плода);
- низкая масса тела при рождении;
- интенсивность и длительность ИВЛ и кислородотерапии (пребывание в кувезе);
- сопутствующая патология плода;
- наличие у матери хронических воспалительных гинекологических заболеваний во время беременности, кровотечения в родах.

Ретинопатия недоношенных возникает вследствие преждевременных родов с последующим выхаживанием новорождённых в кислородных кувезах. Кислород оказывает неблагоприятное воздействие на ткани глаза, вызывая активный рост сосудов сетчатки, что в последующем приводит к значительному снижению зрения.

### Течение болезни
В развитии ретинопатии недоношенных выделяют 3 периода.
1. Активный (до 6-месячного возраста), включающий изменения сосудов сетчатки (изменение артерий, расширение вен, извитость сосудов, помутнение стекловидного тела, кровоизлияния в стекловидном теле, формирование отрывов и разрывов сетчатки с отслойкой сетчатки.
2. Период обратного развития (от 6-месячного возраста до 1 года). Возможен на ранних стадиях активного периода до изменений в стекловидном теле.
3. Рубцовый период (после 1 года жизни). Сопровождается формированием миопии средней и высокой степени, разрывами и отслойкой сетчатки, развитием помутнений хрусталика, повышением внутриглазного давления, уменьшением глазных яблок (субатрофией).

### Диагностика у детей
Сроки осмотра офтальмолога недоношенных детей:
Первый осмотр должен проводиться на первой неделе жизни, затем каждые 2 недели до достижения 36-недельного возраста. В дальнейшем обследование проводят ежемесячно до достижения 6-месячного возраста. При выявлении ретинопатии недоношенных осмотры проводятся 1 раз в неделю до полного регресса заболевания. При «плюс»-болезни осмотр проводится 1 раз в 3 дня. После 1 года жизни дети с рубцовой ретинопатией недоношенных наблюдаются у окулиста пожизненно.